# Bob Mollohan

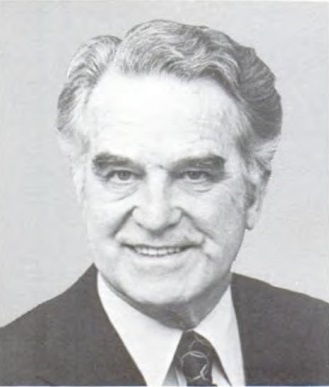
Bob Mollohan (1981)

Robert Homer „Bob“ Mollohan (* 18. September 1909 in Grantsville, Calhoun County, West Virginia; † 3. August 1999 in Fairmont, West Virginia) war ein US-amerikanischer Politiker. Zwischen 1953 und 1957 und nochmals von 1969 bis 1983 vertrat er den ersten Wahlbezirk des Bundesstaates West Virginia im US-Repräsentantenhaus.

## Werdegang
Bob Mollohan besuchte die öffentlichen Schulen seiner Heimat, das Glenville College und von 1929 bis 1931 das Shepard College. Im Jahr 1933 wurde er stellvertretender Leiter des Finanzamtes in Parkersburg, von 1935 bis 1938 war er dort Abteilungsleiter (Chief of Miscellaneous Tax Division) und Steuereinnehmer (Cashier). Im Jahr 1939 war Mollohan Bezirksleiter der Works Progress Administration. Ein Jahr später leitete er die statistische Behörde von West Virginia (Census Office). Zwischen 1941 und 1948 war Mollohan Leiter der State Industrial School for Boys. Er wurde Mitglied der Demokratischen Partei und war von 1949 bis 1952 Angestellter beim US-Senatsausschuss, der sich mit der Verwaltung des Bundesdistrikts befasste. Im Jahr 1950 war er für kurze Zeit auch US Marshal für das nördliche West Virginia.
Jahres 1952 wurde Mollohan im ersten Distrikt von West Virginia in das US-Repräsentantenhaus in Washington gewählt, wo er am 3. Januar 1953 die Nachfolge von Robert L. Ramsay antrat. Nach einer Wiederwahl im Jahr 1954 konnte er bis zum 3. Januar 1957 zwei Legislaturperioden im Kongress absolvieren, die vom Koreakrieg und dem beginnenden Kalten Krieg bestimmt waren. Im Jahr 1956 verzichtete Mollohan auf eine erneute Kandidatur. Stattdessen bewarb er sich erfolglos um das Amt des Gouverneurs von West Virginia; er unterlag Cecil H. Underwood. 1958 kandidierte er ebenso erfolglos für eine Rückkehr in den Kongress. In den folgenden Jahren war er in der Versicherungsbranche tätig.
Bei den Wahlen des Jahres 1968 gelang Bob Mollohan dann die Rückkehr in das US-Repräsentantenhaus. Dort übernahm er am 3. Januar 1969 seinen alten Sitz, der zwischenzeitlich von dem Republikaner Arch A. Moore eingenommen wurde. Nach sechs Wiederwahlen konnte Mollohan bis zum 3. Januar 1983 sieben zusammenhängende Legislaturperioden im Kongress verbringen. In diese Zeit fielen unter anderem das Ende des Vietnamkrieges und die Watergate-Affäre. Im Jahr 1982 verzichtete er auf eine weitere Kandidatur. Nach dem Ende seiner Zeit im Kongress arbeitete Mollohan wieder in der Versicherungsbranche. Er verbrachte seine letzten Lebensjahre in Fairmont. Sein Sohn Alan wurde im Jahr 1983 sein direkter Nachfolger im Repräsentantenhaus und übt dieses Mandat bis heute aus.